# De Civitate Dei
De Civitate Dei (A Cidade de Deus) é uma das obras de Santo Agostinho, onde descreve o mundo, dividido entre o dos homens (o mundo terreno) e o dos céus (o mundo espiritual). Teria sido a obra preferida do imperador Carlos Magno.
Uma das criações ou literaturas mais representativas do gênero humano. A propósito da filosofia ou teologia da História, trata dos mais variados e complexos assuntos que sempre apaixonaram e torturaram o espírito humano: da origem e substancialidade do bem e do mal, do pecado, da culpa e da morte, do direito, da lei e das penas, do tempo e do espaço, da contingência e da necessidade, da Providência, da ação humana e do destino no desenvolvimento da História: do ser, do conhecer e do agir do homem, de Deus, da natureza e do espírito, da temporalidade, do eterno, da perenidade e dos ciclos cósmicos, da profecia e do mistério como argumento apologético, da pessoa, da cidade e da comunidade humana.

## Resumo
Agostinho, em Retratamentos (Retractationes) faz uma breve descrição do conteúdo de Cidade de Deus:

No entanto, este grande empreendimento foi finalmente concluído em vinte e dois livros. Destes, os cinco primeiros refutam aqueles que defendem que a adoração politeísta é necessária a fim de garantir a prosperidade mundial, e que todas estas calamidades avassaladoras caíram sobre nós em consequência da sua proibição. Nos seguintes cinco livros, dirijo-me àqueles que admitem que tais calamidades aconteceram em todos os tempos, e que sempre haverão de acontecer, à raça humana, e que elas se repetem constantemente em formas mais ou menos desastrosas, variando somente no cenário, nas ocasiões e nas pessoas a quem elas atingem, mas, apesar de admitirem isto, defendem que a adoração dos deuses é vantajosa para a vida que há-de vir. Mas para que ninguém possa ter ocasião de dizer que, embora eu tenha refutado as doutrinas de outros homens, me tinha esquecido de estabelecer as minhas próprias, dedico a este assunto a segunda parte deste trabalho, que compreende doze livros, apesar de não ter escrúpulos, quando a ocasião se propiciava, para avançar as minhas próprias opiniões nos primeiros dez livros, ou para demolir os argumentos dos meus adversários nos últimos doze. Destes doze livros, os quatro primeiros contêm um relato da origem dessas duas cidades — a cidade de Deus e a cidade do mundo. Os quatro seguintes tratam da sua história ou progresso; os últimos quatro, dos seus destinos merecidos.

## Estrutura
Como indicado na anterior citação de Retratamentos, a Cidade de Deus pode ser assim subdividida nas seguintes partes:

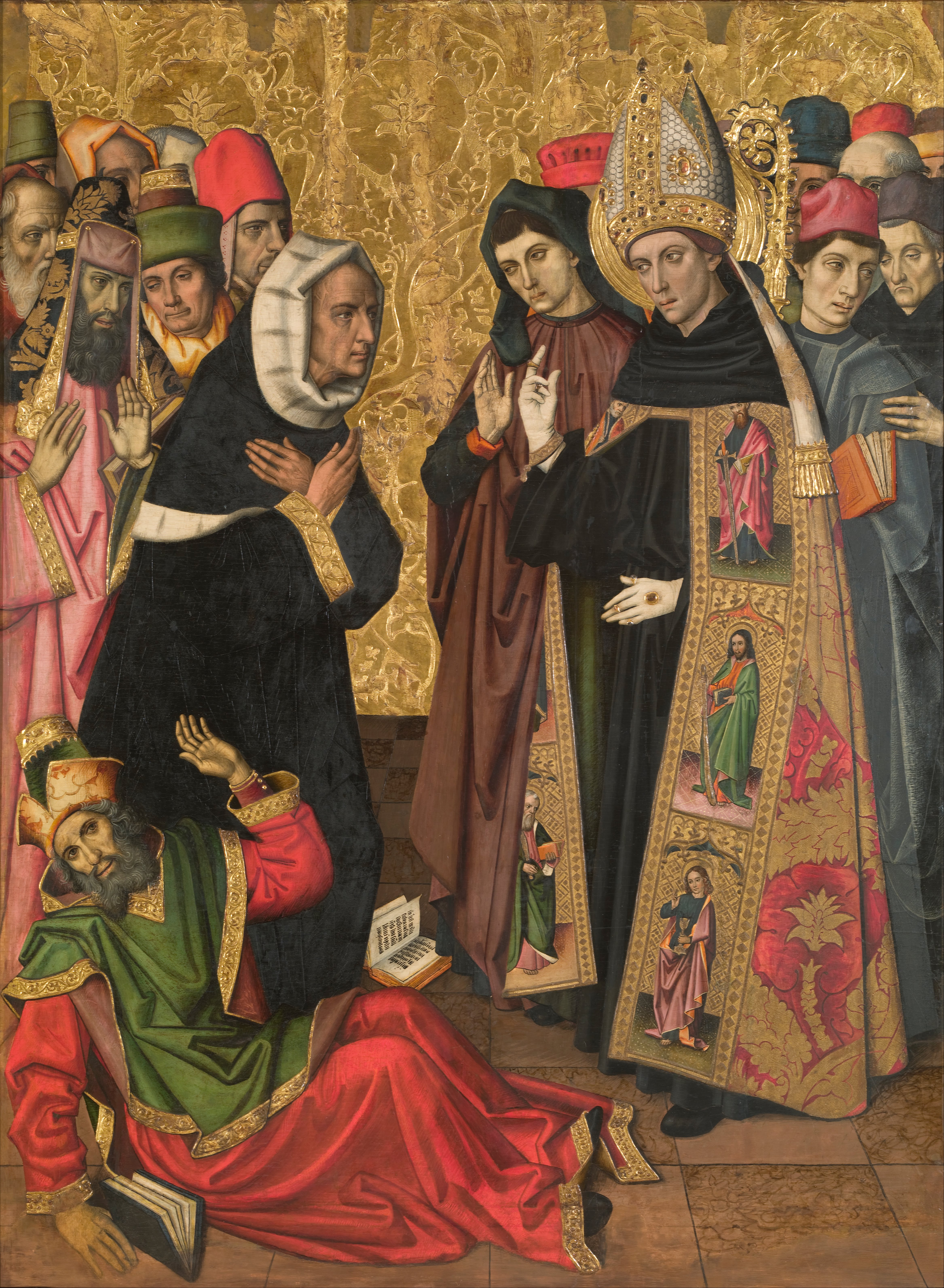
Santo Agostinho Discutindo com os Heréticos
Por Pau Vergós, c. 1475

### Parte I

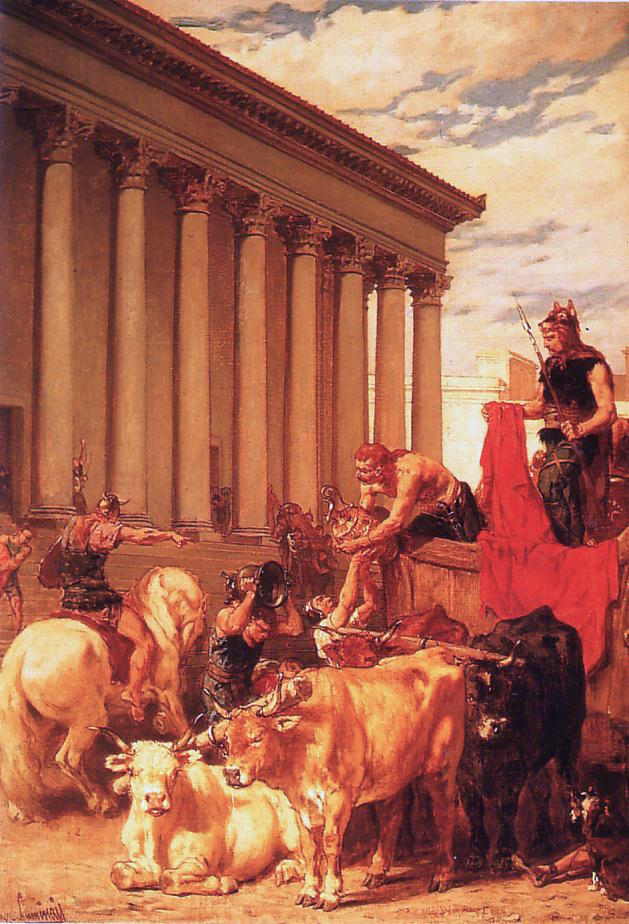
O Saque de Roma pelos Visigodos
Évariste Vital Luminais

Livros I–X: uma crítica polêmica da religião e filosofia de Roma, correspondente à Cidade Terrena
Livros I–V: uma crítica da religião pagã.
Livro I: uma crítica dos pagãos que atribuíam o Saque de Roma (410) pelos Visigodos ao cristianismo apesar de terem sido salvos refugiando-se em igrejas cristãs. O livro também explica que acontecem coisas boas e más a pessoas virtuosas e ruins, e que isso deve consolar as mulheres violadas na calamidade recente.
Livro II: uma prova de que devido ao culto a deuses pagãos, Roma sofreu a maior calamidade que foi a corrupção moral.
Livro III: uma prova de que os deuses pagãos falharam na salvação de Roma inúmeras vezes no passado de desastres imensos como no Saque de Roma (387 a.C.) pelos Gauleses.
Livro IV: uma prova de que o poder e a longa duração do Império Romano se deveu não aos deuses pagãos mas ao Deus dos Cristãos.
Livro V: uma refutação da doutrina do destino e uma explicação da doutrina cristã do livre arbítrio e da sua consistência com a omnisciência de Deus. O livro prova que o domínio de Roma foi devido à virtude dos Romanos e explica a verdadeira felicidade dos imperadores cristãos.
Livros VI–X: Uma crítica da filosofia pagã.
Livro VI: uma refutação da asserção de que os deuses pagãos devem ser adorados pela vida eterna (em vez de por benefícios temporais). Agostinho referia que mesmo o reconhecido teólogo pagão Varrão tinha os deuses em muito baixo conceito.
Livro VII: uma demonstração de Jano, Júpiter, Saturno e outros deuses não garantiam a vida eterna.
Livro VIII: uma argumentação contra o platonismo e a sua teologia da natureza, que Agostinho considerava como a visão mais próxima da verdade cristã, e uma refutação da insistência de Apuleio no culto dos demónios enquanto mediadores entre Deus e o homem.
Livro IX: uma prova de que todos os demónios são o Mal e que apenas Jesus Cristo pode dar ao homem a felicidade eterna.
Livro X: uma lição de que os anjos bons querem que apenas Deus seja adorado e uma prova de que nenhum sacrifício pode levar à purificação excepto o de Cristo.

### Parte II
Livros XI-XXII: Discurso sobre a Cidade de Deus e a sua relação com a Cidade Terrena 
Livros XI-XIV: As origens das duas cidades
Livro XI: As origens das duas cidades a partir da separação dos anjos bons dos maus, e uma análise detalhada do Livro do Génesis.
Livro XII: Respostas sobre a questão de uns anjos serem bons e outros maus, e um exame aprofundado da criação do homem.
Livro XIII: Lição sobre a origem da morte como castigo pelo pecado de Adão.
Livro XIV: Lição sobre o pecado original como a causa da luxúria futura e a vergonha como o justo castigo pela luxúria.
Livros XV-XVIII: A história ou progresso das duas cidades
Livro XV: Uma análise dos acontecimentos no Génesis entre o tempo de Caim e Abel até ao tempo do Dilúvio.
Livro XVI: O progresso das duas cidades de Noé até Abraão, e o progresso da cidade celestial de Abraão até aos reis de Israel.
Livro XVII: A história da Cidade de Deus desde Samuel até David e até Jesus, e as interpretações por Jesus das profecias no Livro dos Reis e nos Salmos.
Livro XVIII: A história paralela das cidades terrena e celestial desde Abraão até ao fim, e interpretações das profecias de Cristo nos livros de profecias.
Livros XIX-XXII: Os destinos merecidos das duas cidades
Livro XIX: O fim das duas cidades e a felicidade do povo de Cristo.
Livro XX: As profecias do Último Julgamento no Antigo e Novo Testamentos.
Livro XXI: O castigo eterno para a cidade do demónio.
Livro XXII: A felicidade eterna para os santos e explicações sobre a ressurreição do corpo.

## Contexto

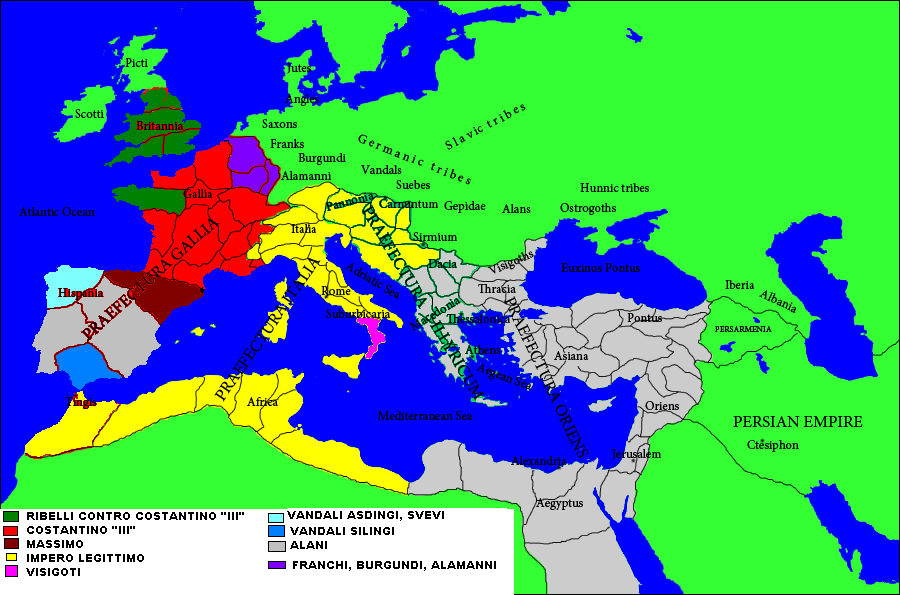
A situação do Império Romano no fim de 410
Império Romano do Ocidente sob Honório
Área controlada pelo usurpador Constantino III
Área em revolta contra Constantino III
Francos, alamanos, e Burgúndios
Área controlada pelo usurpador Máximo da Hispânia
Silingos
Asdingos e Suevos
Alanos
Visigodos

O Saque de Roma pelos Visigodos em 410 deixou os romanos num profundo estado de choque e muitos consideraram aquele acontecimento como um castigo dos deuses pelo abandono da  tradicional religião que havia sido substituída pelo cristianismo. Em resposta a essas acusações e para consolar os cristãos, Agostinho escreveu A cidade de Deus, a defender a verdade do cristianismo sobre as religiões e filosofias contrárias e que o cristianismo não só não era responsável pelo saque de Roma, como também era responsável pelo sucesso de Roma. Ele tentou consolar os cristãos, escrevendo que, mesmo que o domínio terreno do império estivesse em perigo, seria a cidade de Deus que acabaria por triunfar. Os olhos de Agostinho estavam fixos no céu, um tema de muitos cristãos da antiguidade tardia, e apesar da designação do cristianismo como a religião oficial do Império, Agostinho declarou que a sua mensagem era espiritual e não política. O cristianismo, argumentava, devia preocupar-se com a cidade mística, celestial, a Nova Jerusalém — em vez de com a política terrena.
O livro apresenta a história humana como um conflito entre o que Agostinho chama a Cidade Terrena (muitas vezes coloquialmente referida como a Cidade do Homem) e a Cidade de Deus, um conflito que está destinado a acabar com a vitória da última. A Cidade de Deus é marcada por pessoas que põem de lado o prazer terreno para se dedicarem às verdades eternas de Deus, agora reveladas plenamente na fé cristã. A Cidade Terrena, por outro lado, consiste nas pessoas que estão imersas nos cuidados e prazeres do mundo do presente, do efémero.
A tese de Agostinho apresenta a história do mundo como a guerra universal entre Deus e o Mal. Esta guerra metafísica não é limitada no tempo mas apenas pela [[geografia na Terra. Nesta guerra, Deus move (por intervenção divina /Providência) os governos, movimentos políticos/ideológicos e forças militares alinhados (ou alinhando mais) com a Igreja Católica (a Cidade de Deus) a fim de se opor por todos os meios — incluindo militares — aos governos, movimentos político/ideológico e forças militares alinhados (ou mais alinhados) com o Diabo (a Cidade do Diabo).
Muitos católicos consideram a obra Discours sur l'histoire universelle (Discurso sobre a História Universal) de Jacques-Bénigne Bossuet (1681) como uma segunda edição ou continuação de A Cidade de Deus. Este livro atualiza a história universal, de acordo com a tese de Agostinho da guerra universal entre os humanos que seguem Deus e aqueles que seguem o Diabo.
Este conceito da história do mundo ser guiada pela divina providência, numa guerra universal entre Deus e o Mal, faz parte da doutrina oficial da Igreja Católica tal como afirmada mais recentemente no documento Gaudium et Spes do Concílio Vaticano II: "A Igreja considera... também que a chave, o centro e o fim de toda a história humana se encontram no seu Senhor e mestre (pag 8)... toda a vida humana, quer singular quer coletiva, apresenta-se como uma luta dramática entre o bem e o mal, entre a luz e as trevas (pag. 10)... O Senhor é o fim da história humana, o ponto para onde tendem os desejos da história e da civilização, o centro do género humano, a alegria de todos os corações e a plenitude das suas aspirações (pag 36)."

## Traduções

### Inglês
- The City of God. Tradução por William Babcock, notas de Boniface Ramsey. Hyde Park, NY: New City Press, 2012.
- The City of God against the Pagans. Trandução por R. W. Dyson. New York : Cambridge University Press, 1998. ISBN 0-521-46475-7
- The City of God. Tradução por Henry Bettenson. Harmondsworth, England: Penguin Books, 1972.
- The City of God. Tradução por Gerald G. Walsh, S. J., e al. Introdução por Étienne Gilson. New York: Doubleday, Image Books, 1958.
- The City of God. Tradução por Marcus Dods. Introdução por Thomas Merton. New York: The Modern Library, da Random House, Inc., 1950. Actual translation: 1872–1876.
- The City of God. Tradução por John Healey. Introdução por Ernest Barker. New York: E. P. Dutton & Co., 1945.

### Português
- Santo Agostinho, Cidade de Deus, Editor: Fundação Calouste Gulbenkian, 2006; ISBN 9789723108972; EAN: 978-9723108972
- Santo Agostinho, A Cidade de Deus, tradução, prefácio, nota biográfica e transcrições de J. Dias Pereira, vols. I e II, Lisboa, Fundação Calouste Gulbenkian, 1991 (vol,I: livro I a VIII), 1993 (vol.II: livro IX a XV), 1442 pp.
- Santo Agostinho, A Cidade de Deus. 7ª ed. Trad. Oscar Paes Lemes, Rio de Janeiro, Editora: Vozes, 2002. Parte I
- Santo Agostinho, A Cidade de Deus, Editora: Vozes de Bolso, 2012. Parte II